# Mevi
Mevi  (en llatí: Maevius) va ser un poeta romà del segle i aC.
Pomponi Porfirió diu que va ser l'autor d'una obra sobre el fill d'Isop. Un escoli publicat per Longí fa constar «Maevius poeta fuit inimicus Horatii, obtrectator certe omnium virorum doctorum, ipse sectator vocum antiquarum» ('Mevi, el poeta, era l'enemic d'Horaci, sens dubte el calumniador de tots els erudits, ell mateix un seguidor de les antigues paraules'). Una nota addicional diu que va ser empresonat per insultar els atenesos i es va deixar morir de gana, però aquesta afirmació no és gaire creïble.
Junt amb Bavi el seu nom era proverbial per designar els poetes gelosos i malèvols per l'enemistat que van mostrar contra el geni dels seus més distingits contemporanis.
Mevi i Bavi van escriure les Antibucolica, dues pastorals escrites poc després de les Bucòliques de Virgili, on aquell poeta els havia estigmatitzat. L'obra volia ser una paròdia de l'obra de Virgili.